# Campeonato Ecuatoriano de Fútbol 2004
El Campeonato Ecuatoriano de Fútbol 2004, conocido oficialmente como «Campeonato Nacional de Fútbol 2004», también llamado comercialmente como «Copa Pilsener 2004», fue la 46.ª edición del Campeonato nacional de fútbol profesional en Ecuador. La competencia se celebró entre el 6 de febrero de 2004 y el 19 de diciembre de 2004. La Serie A fue disputada por diez clubes de fútbol.
En este año el equipo campeón fue el Deportivo Cuenca, convirtiéndose en el segundo equipo, tras Olmedo en el 2000, no perteneciente a Guayas y Pichincha en ganar el Campeonato Nacional de Fútbol, que obtuvo su primera y única estrella hasta el momento, a falta de dos fechas para el término del torneo.
Este torneo otorgaría el segundo título a un equipo proveniente de la región interandina, luego de 47 años de la primera edición del torneo.

## Sistema de juego
La regularidad de los esquemas se hizo un hábito, lo que permitió a los equipos tener certidumbre sobre la mecánica de la disputa y un panorama claro sobre sus posibilidades para disputar el título por ende clasificar a la Copa Libertadores. Por ello, por quinto año consecutivo, se jugó el mismo sistema.

## Relevo anual de clubes
| Pos | Ascendidos a la Serie A           |
| --- | --------------------------------- |
| 1º  | Olmedo (Campeón de la Serie B)    |
| 2º  | Macará (Subcampeón de la Serie B) |

| Pos | Descendidos a la Serie B                                       |
| --- | -------------------------------------------------------------- |
| 9º  | Técnico Universitario (Penúltimo puesto de la Tabla acumulada) |
| 10º | Manta F.C. (Último puesto de la Tabla acumulada)               |

## Datos de los clubes
Tomaron parte en las competición 10 equipos, entre ellos se destaca el retorno de los históricos Centro Deportivo Olmedo y Club Social y Deportivo Macará, tras 2 años ausentes de la categoría.
| Equipo                                           | Ciudad                      | Provincia                         |
| ------------------------------------------------ | --------------------------- | --------------------------------- |
| Aucas                                            | Quito / Ibarra              | Pichincha / Imbabura              |
| Barcelona                                        | Guayaquil / Portoviejo      | Guayas / Manabí                   |
| Deportivo Cuenca                                 | Cuenca                      | Azuay                             |
| Deportivo Quito                                  | Quito                       | Pichincha                         |
| El Nacional                                      | Quito                       | Pichincha                         |
| Emelec                                           | Guayaquil / Machala         | Guayas / El Oro                   |
| Espoli                                           | Quito / Ibarra / Esmeraldas | Pichincha / Imbabura / Esmeraldas |
| Liga de Quito                                    | Quito                       | Pichincha                         |
| Macará                                           | Ambato                      | Tungurahua                        |
| Archivo:Ícono Centro Deportivo Olmedo.svg Olmedo | Riobamba                    | Chimborazo                        |

## Primera etapa

### Partidos y resultados
| Fecha 1      | Fecha 1   | Fecha 1          |
| Equipo Local | Resultado | Equipo Visitante |
| ------------ | --------- | ---------------- |
| LDU (Q)      | 3-0       | Espoli           |
| D. Cuenca    | 0-0       | El Nacional      |
| Aucas        | 2-0       | Olmedo           |
| Macará       | 1-0       | Emelec           |
| Barcelona    | 0-2       | D. Quito         |

| Fecha 2      | Fecha 2   | Fecha 2          |
| Equipo Local | Resultado | Equipo Visitante |
| ------------ | --------- | ---------------- |
| D. Quito     | 3-2       | D. Cuenca        |
| El Nacional  | 2-0       | Macará           |
| Espoli       | 1-1       | Barcelona        |
| Olmedo       | 0-1       | LDU (Q)          |
| Emelec       | 1-0       | Aucas            |

| Fecha 3      | Fecha 3   | Fecha 3          |
| Equipo Local | Resultado | Equipo Visitante |
| ------------ | --------- | ---------------- |
| LDU (Q)      | 2-3       | Aucas            |
| El Nacional  | 3-1       | D. Quito         |
| Barcelona    | 0-1       | Olmedo           |
| D. Cuenca    | 2-0       | Emelec           |
| Macará       | 0-0       | Espoli           |

| Fecha 4      | Fecha 4   | Fecha 4               |
| Equipo Local | Resultado | Equipo Visitante      |
| ------------ | --------- | --------------------- |
| Barcelona    | 3-0       | D.Cuenca              |
| Manta FC     | 2-1       | Técnico Universitario |
| LDU(Q)       | 2-2       | Espoli                |
| D.Quito      | 1-0       | Aucas                 |
| El Nacional  | 4-0       | Emelec                |

| Fecha 5               | Fecha 5   | Fecha 5          |
| Equipo Local          | Resultado | Equipo Visitante |
| --------------------- | --------- | ---------------- |
| Emelec                | 2-1       | Aucas            |
| D.cuenca              | 1-1       | Manta FC         |
| Espoli                | 3-4       | Barcelona        |
| Técnico Universitario | 2-0       | D.Quito          |
| El Nacional           | 1-1       | LDU(Q)           |

| Fecha 6      | Fecha 6   | Fecha 6               |
| Equipo Local | Resultado | Equipo Visitante      |
| ------------ | --------- | --------------------- |
| Barcelona    | 2-0       | El Nacional           |
| Manta FC     | 4-1       | Espoli                |
| Aucas        | 1-1       | Técnico Universitario |
| LDU(Q)       | 1-1       | Emelec                |
| D.Quito      | 2-2       | D.Cuenca              |

| Fecha 7      | Fecha 7   | Fecha 7               |
| Equipo Local | Resultado | Equipo Visitante      |
| ------------ | --------- | --------------------- |
| Emelec       | 3-3       | Técnico Universitario |
| D.Cuenca     | 2-0       | Aucas                 |
| Espoli       | 2-1       | D.Quito               |
| LDU(Q)       | 1-0       | Barcelona             |
| El Nacional  | 4-1       | Manta FC              |

| Fecha 8               | Fecha 8   | Fecha 8          |
| Equipo Local          | Resultado | Equipo Visitante |
| --------------------- | --------- | ---------------- |
| Barcelona             | 2-0       | Emelec           |
| Manta FC              | 0-2       | LDU(Q)           |
| Técnico Universitario | 0-0       | D.Cuenca         |
| Aucas                 | 2-1       | Espoli           |
| D.Quito               | 1-4       | El Nacional      |

| Fecha 9      | Fecha 9   | Fecha 9               |
| Equipo Local | Resultado | Equipo Visitante      |
| ------------ | --------- | --------------------- |
| Barcelona    | 2-0       | Manta FC              |
| Espoli       | 0-2       | Técnico Universitario |
| D.Cuenca     | 1-1       | Emelec                |
| LDU(Q)       | 0-4       | D.Quito               |
| El Nacional  | 1-1       | Aucas                 |

| Fecha 10              | Fecha 10  | Fecha 10         |
| Equipo Local          | Resultado | Equipo Visitante |
| --------------------- | --------- | ---------------- |
| Emelec                | 2-2       | D.Cuenca         |
| Manta FC              | 0-1       | Barcelona        |
| Técnico Universitario | 2-3       | Espoli           |
| Aucas                 | 1-1       | El Nacional      |
| D.Quito               | 0-2       | LDU(Q)           |

| Fecha 11     | Fecha 11  | Fecha 11              |
| Equipo Local | Resultado | Equipo Visitante      |
| ------------ | --------- | --------------------- |
| Emelec       | 1-1       | Barcelona             |
| D.Cuenca     | 3-1       | Técnico Universitario |
| Espoli       | 1-2       | Aucas                 |
| LDU(Q)       | 3-2       | Manta FC              |
| El Nacional  | 1-2       | D̠.Quito               |

| Fecha 12              | Fecha 12  | Fecha 12         |
| Equipo Local          | Resultado | Equipo Visitante |
| --------------------- | --------- | ---------------- |
| Barcelona             | 0-0       | LDU(Q)           |
| Manta FC              | 2-2       | El Nacional      |
| Técnico Universitario | 1-2       | Emelec           |
| Aucas                 | 0-0       | D.Cuenca         |
| D.Quito               | 2-1       | Espoli           |

| Fecha 13              | Fecha 13  | Fecha 13         |
| Equipo Local          | Resultado | Equipo Visitante |
| --------------------- | --------- | ---------------- |
| Emelec                | 3-2       | LDU(Q)           |
| D.Cuenca              | 1-1       | D.Quito          |
| Espoli                | 0-0       | Manta FC         |
| Técnico Universitario | 2-1       | Aucas            |
| El Nacional           | 2-3       | Barcelona        |

| Fecha 14     | Fecha 14  | Fecha 14              |
| Equipo Local | Resultado | Equipo Visitante      |
| ------------ | --------- | --------------------- |
| Barcelona    | 5-2       | Espoli                |
| Manta FC     | 2-2       | D.Cuenca              |
| Aucas        | 4-0       | Emelec                |
| LDU(Q)       | 2-0       | El Nacional           |
| D.Quito      | 2-0       | Técnico Universitario |

| Fecha 15              | Fecha 15  | Fecha 15         |
| Equipo Local          | Resultado | Equipo Visitante |
| --------------------- | --------- | ---------------- |
| Emelec                | 3-2       | El Nacional      |
| D.Cuenca              | 1-0       | Barcelona        |
| Espoli                | 0-1       | LDU(Q)           |
| Técnico Universitario | 2-0       | Manta FC         |
| Aucas                 | 1-3       | D.Quito          |

| Fecha 16     | Fecha 16  | Fecha 16              |
| Equipo Local | Resultado | Equipo Visitante      |
| ------------ | --------- | --------------------- |
| Barcelona    | 1-0       | Técnico Universitario |
| Manta FC     | 0-1       | Aucas                 |
| LDU(Q)       | 4-1       | D.Cuenca              |
| El Nacional  | 2-1       | Espoli                |
| D.Quito      | 0-0       | Emelec                |

| Fecha 17              | Fecha 17  | Fecha 17         |
| Equipo Local          | Resultado | Equipo Visitante |
| --------------------- | --------- | ---------------- |
| Emelec                | 2-2       | Espoli           |
| D.Cuenca              | 1-2       | El Nacional      |
| Técnico Universitario | 3-3       | LDU(Q)           |
| Aucas                 | 2-1       | Barcelona        |
| D.Quito               | 3-1       | Manta FC         |

| Fecha 18     | Fecha 18  | Fecha 18              |
| Equipo Local | Resultado | Equipo Visitante      |
| ------------ | --------- | --------------------- |
| Barcelona    | 2-1       | D.Quito               |
| Manta FC     | 1-3       | Emelec                |
| Espoli       | 2-1       | D.Cuenca              |
| LDU(Q)       | 6-2       | Aucas                 |
| El Nacional  | 1-0       | Técnico Universitario |

### Tabla de posiciones
| Pos | Equipo           | Pts | PJ | PG | PE | PP | GF | GC | Dif | PB  |
| --- | ---------------- | --- | -- | -- | -- | -- | -- | -- | --- | --- |
| 1º  | Aucas            | 36  | 18 | 10 | 6  | 2  | 31 | 15 | +16 | 2   |
| 2º  | Liga de Quito    | 30  | 18 | 9  | 3  | 6  | 33 | 26 | +7  | 1   |
| 3º  | Deportivo Cuenca | 29  | 18 | 8  | 5  | 5  | 21 | 15 | +6  | 0,5 |
| 4º  | Emelec           | 28  | 18 | 9  | 1  | 8  | 26 | 21 | +5  |     |
| 5º  | El Nacional      | 26  | 18 | 7  | 5  | 6  | 26 | 25 | +1  |     |
| 6º  | Deportivo Quito  | 25  | 18 | 7  | 4  | 7  | 28 | 32 | -4  |     |
| 7º  | Olmedo           | 24  | 18 | 6  | 6  | 6  | 23 | 23 | 0   |     |
| 8º  | Barcelona        | 18  | 18 | 4  | 6  | 8  | 20 | 25 | -5  |     |
| 9º  | Espoli           | 17  | 18 | 3  | 8  | 7  | 14 | 23 | -9  |     |
| 10º | Macará           | 12  | 18 | 2  | 6  | 10 | 16 | 33 | -17 |     |

 Pts=Puntos; PJ=Partidos jugados; G=Partidos ganados; E=Partidos empatados; P=Partidos perdidos; GF=Goles a favor; GC=Goles en contra; Dif=Diferencia de gol; PB=Puntos de Bonificación
|  | Clasificaron a la Liguilla Final. |

## Segunda etapa

### Partidos y resultados
| Fecha 1      | Fecha 1   | Fecha 1               |
| Equipo Local | Resultado | Equipo Visitante      |
| ------------ | --------- | --------------------- |
| Emelec       | 1-3       | El Nacional           |
| D.Cuenca     | 0-1       | LDU(Q)                |
| Espoli       | 3-1       | Técnico Universitario |
| Aucas        | 3-0       | Manta FC              |
| D.Quito      | 1-0       | Barcelona             |

| Fecha 2               | Fecha 2   | Fecha 2          |
| Equipo Local          | Resultado | Equipo Visitante |
| --------------------- | --------- | ---------------- |
| Barcelona             | 1-1       | Aucas            |
| Manta FC              | 1-1       | D.Cuenca         |
| Técnico Universitario | 0-1       | D.Quito          |
| LDU(Q)                | 3-1       | Emelec           |
| El Nacional           | 3-0       | Espoli           |

| Fecha 3      | Fecha 3   | Fecha 3               |
| Equipo Local | Resultado | Equipo Visitante      |
| ------------ | --------- | --------------------- |
| Emelec       | 3-0       | Manta FC              |
| D.Cuenca     | 0-0       | Barcelona             |
| Espoli       | 4-2       | D.Quito               |
| Aucas        | 4-1       | Técnico Universitario |
| El Nacional  | 3-2       | LDU(Q)                |

| Fecha 4               | Fecha 4   | Fecha 4          |
| Equipo Local          | Resultado | Equipo Visitante |
| --------------------- | --------- | ---------------- |
| Barcelona             | 1-1       | Emelec           |
| Manta FC              | 0-0       | El Nacional      |
| Técnico Universitario | 1-1       | D.Cuenca         |
| LDU(Q)                | 4-0       | Espoli           |
| D.Quito               | 2-1       | Aucas            |

| Fecha 5      | Fecha 5   | Fecha 5               |
| Equipo Local | Resultado | Equipo Visitante      |
| ------------ | --------- | --------------------- |
| Emelec       | 3-0       | Técnico Universitario |
| D.Cuenca     | 1-0       | D.Quito               |
| Espoli       | 2-1       | Aucas                 |
| LDU(Q)       | 2-0       | Manta FC              |
| El Nacional  | 2-0       | Barcelona             |

| Fecha 6               | Fecha 6   | Fecha 6          |
| Equipo Local          | Resultado | Equipo Visitante |
| --------------------- | --------- | ---------------- |
| Barcelona             | 3-1       | LDU(Q)           |
| Manta FC              | 1-2       | Espoli           |
| Técnico Universitario | 1-1       | El Nacional      |
| Aucas                 | 2-0       | D.Cuenca         |
| D.Quito               | 7-1       | Emelec           |

| Fecha 7      | Fecha 7   | Fecha 7               |
| Equipo Local | Resultado | Equipo Visitante      |
| ------------ | --------- | --------------------- |
| Emelec       | 2-1       | Aucas                 |
| Manta FC     | 0-3       | Barcelona             |
| Espoli       | 1-2       | D.Cuenca              |
| LDU(Q)       | 3-0       | Técnico Universitario |
| El Nacional  | 0-2       | D.Quito               |

| Fecha 8               | Fecha 8   | Fecha 8          |
| Equipo Local          | Resultado | Equipo Visitante |
| --------------------- | --------- | ---------------- |
| Barcelona             | 1-1       | Espoli           |
| D.Cuenca              | 1-0       | Emelec           |
| Técnico Universitario | 0-0       | Manta FC         |
| Aucas                 | 2-2       | El Nacional      |
| D.Quito               | 2-1       | LDU(Q)           |

| Fecha 9      | Fecha 9   | Fecha 9               |
| Equipo Local | Resultado | Equipo Visitante      |
| ------------ | --------- | --------------------- |
| Barcelona    | 4-0       | Técnico Universitario |
| Manta FC     | 6-1       | D.Quito               |
| Espoli       | 1-3       | Emelec                |
| LDU(Q)       | 2-0       | Aucas                 |
| El Nacional  | 1-1       | D.cuenca              |

| Fecha 10              | Fecha 10  | Fecha 10         |
| Equipo Local          | Resultado | Equipo Visitante |
| --------------------- | --------- | ---------------- |
| Emelec                | 1-1       | Espoli           |
| D.Cuenca              | 1-0       | El Nacional      |
| Técnico Universitario | 1-2       | Barcelona        |
| Aucas                 | 0-3       | LDU(Q)           |
| D.Quito               | 3-0       | Manta FC         |

| Fecha 11     | Fecha 11  | Fecha 11              |
| Equipo Local | Resultado | Equipo Visitante      |
| ------------ | --------- | --------------------- |
| Emelec       | 2-1       | D.Cuenca              |
| Manta FC     | 1-0       | Técnico Universitario |
| Espoli       | 1-1       | Barcelona             |
| LDU(Q)       | 0-0       | D.Quito               |
| El Nacional  | 1-2       | Aucas                 |

| Fecha 12              | Fecha 12  | Fecha 12         |
| Equipo Local          | Resultado | Equipo Visitante |
| --------------------- | --------- | ---------------- |
| Barcelona             | 4-0       | Manta FC         |
| D.Cuenca              | 4-0       | Espoli           |
| Técnico Universitario | 0-0       | LDU(Q)           |
| Aucas                 | 0-2       | Emelec           |
| D.Quito               | 2-1       | El Nacional      |

| Fecha 13     | Fecha 13  | Fecha 13              |
| Equipo Local | Resultado | Equipo Visitante      |
| ------------ | --------- | --------------------- |
| Emelec       | 2-0       | D.Quito               |
| D.Cuenca     | 3-1       | Aucas                 |
| Espoli       | 1-1       | Manta FC              |
| LDU(Q)       | 0-0       | Barcelona             |
| El Nacional  | 3-1       | Técnico Universitario |

| Fecha 14              | Fecha 14  | Fecha 14         |
| Equipo Local          | Resultado | Equipo Visitante |
| --------------------- | --------- | ---------------- |
| Barcelona             | 1-1       | El Nacional      |
| Manta FC              | 1-1       | LDU(Q)           |
| Técnico Universitario | 3-2       | Emelec           |
| Aucas                 | 0-0       | Espoli           |
| D.Quito               | 3-1       | D.Cuenca         |

| Fecha 15     | Fecha 15  | Fecha 15              |
| Equipo Local | Resultado | Equipo Visitante      |
| ------------ | --------- | --------------------- |
| Emelec       | 1-1       | Barcelona             |
| D.Cuenca     | 2-0       | Técnico Universitario |
| Espoli       | 3-4       | LDU(Q)                |
| Aucas        | 1-0       | D.Quito               |
| El Nacional  | 5-1       | Manta FC              |

| Fecha 16              | Fecha 16  | Fecha 16         |
| Equipo Local          | Resultado | Equipo Visitante |
| --------------------- | --------- | ---------------- |
| Barcelona             | 1-0       | D.Cuenca         |
| Manta FC              | 0-5       | Emelec           |
| Técnico Universitario | 2-0       | Aucas            |
| LDU(Q)                | 1-2       | El Nacional      |
| D.Quito               | 2-2       | Espoli           |

| Fecha 17     | Fecha 17  | Fecha 17              |
| Equipo Local | Resultado | Equipo Visitante      |
| ------------ | --------- | --------------------- |
| Emelec       | 0-1       | LDU(Q)                |
| D.Cuenca     | 3-0       | Manta FC              |
| Espoli       | 0-3       | El Nacional           |
| Aucas        | 1-2       | Barcelona             |
| D.Quito      | 4-1       | Técnico Universitario |

| Fecha 18              | Fecha 18  | Fecha 18         |
| Equipo Local          | Resultado | Equipo Visitante |
| --------------------- | --------- | ---------------- |
| Barcelona             | 2-0       | D.Quito          |
| Manta FC              | 4-1       | Aucas            |
| Técnico Universitario | 1-2       | Espoli           |
| LDU(Q)                | 2-0       | D.Cuenca         |
| El Nacional           | 7-0       | Emelec           |

### Tabla de posiciones
| Pos | Equipo           | Pts | PJ | PG | PE | PP | GF | GC | Dif | PB  |
| --- | ---------------- | --- | -- | -- | -- | -- | -- | -- | --- | --- |
| 1º  | Barcelona        | 34  | 18 | 10 | 4  | 4  | 36 | 22 | +14 | 2   |
| 2º  | Olmedo           | 31  | 18 | 8  | 7  | 3  | 34 | 25 | +9  | 1   |
| 3º  | El Nacional      | 31  | 18 | 9  | 4  | 5  | 21 | 17 | +4  | 0,5 |
| 4º  | Deportivo Quito  | 30  | 18 | 8  | 6  | 4  | 37 | 26 | +11 |     |
| 5º  | Deportivo Cuenca | 28  | 18 | 8  | 4  | 6  | 24 | 21 | +3  |     |
| 6º  | Aucas            | 26  | 18 | 7  | 5  | 6  | 22 | 20 | +2  |     |
| 7º  | Emelec           | 22  | 18 | 5  | 7  | 6  | 27 | 33 | -5  |     |
| 8º  | Liga de Quito    | 20  | 18 | 6  | 2  | 10 | 23 | 27 | -4  |     |
| 9º  | Macará           | 15  | 18 | 3  | 6  | 9  | 17 | 32 | -15 |     |
| 10º | Espoli           | 9   | 18 | 2  | 3  | 13 | 15 | 33 | -18 |     |

 Pts=Puntos; PJ=Partidos jugados; G=Partidos ganados; E=Partidos empatados; P=Partidos perdidos; GF=Goles a favor; GC=Goles en contra; Dif=Diferencia de gol; PB=Puntos de Bonificación
|  | Clasificaron a la Liguilla Final. |

## Tabla acumulada
| Pos | Equipo           | Pts | PJ | PG | PE | PP | GF | GC | Dif |
| --- | ---------------- | --- | -- | -- | -- | -- | -- | -- | --- |
| 1º  | Aucas            | 62  | 36 | 17 | 11 | 8  | 53 | 35 | +18 |
| 2º  | Deportivo Cuenca | 57  | 36 | 16 | 9  | 11 | 45 | 36 | +9  |
| 3º  | El Nacional      | 57  | 36 | 16 | 9  | 11 | 47 | 42 | +5  |
| 4º  | Olmedo           | 55  | 36 | 14 | 13 | 9  | 57 | 48 | +9  |
| 5º  | Deportivo Quito  | 55  | 36 | 15 | 10 | 11 | 65 | 58 | +7  |
| 6º  | Barcelona        | 52  | 36 | 14 | 10 | 12 | 56 | 47 | +9  |
| 7º  | Liga de Quito    | 50  | 36 | 15 | 5  | 16 | 56 | 53 | +3  |
| 8º  | Emelec           | 50  | 36 | 14 | 8  | 14 | 53 | 54 | -1  |
| 9º  | Macará           | 27  | 36 | 5  | 12 | 19 | 33 | 65 | -32 |
| 10º | Espoli           | 26  | 36 | 5  | 11 | 20 | 29 | 56 | -27 |

 Pts=Puntos; PJ=Partidos jugados; G=Partidos ganados; E=Partidos empatados; P=Partidos perdidos; GF=Goles a favor; GC=Goles en contra; Dif=Diferencia de gol
|  | Descendieron a la Serie B. |

## Liguilla Final

### Partidos y resultados
| Fecha 1      | Fecha 1   | Fecha 1          |
| Equipo Local | Resultado | Equipo Visitante |
| ------------ | --------- | ---------------- |
| D.Cuenca     | 3-0       | El Nacional      |
| Aucas        | 2-1       | Olmedo           |
| Barcelona    | 2-2       | LDU(Q)           |

| Fecha 2      | Fecha 2   | Fecha 2          |
| Equipo Local | Resultado | Equipo Visitante |
| ------------ | --------- | ---------------- |
| LDU(Q)       | 1-0       | Aucas            |
| Olmedo       | 0-1       | D. Cuenca        |
| El Nacional  | 3-3       | Barcelona        |

| Fecha 3      | Fecha 3   | Fecha 3          |
| Equipo Local | Resultado | Equipo Visitante |
| ------------ | --------- | ---------------- |
| Barcelona    | 3-1       | Olmedo           |
| D.Cuenca     | 2-1       | Aucas            |
| LDU(Q)       | 1-1       | El Nacional      |

| Fecha 4      | Fecha 4   | Fecha 4          |
| Equipo Local | Resultado | Equipo Visitante |
| ------------ | --------- | ---------------- |
| D. Cuenca    | 1-0       | Barcelona        |
| Aucas        | 0-2       | El Nacional      |
| Olmedo       | 4-2       | LDU(Q)           |

| Fecha 5      | Fecha 5   | Fecha 5          |
| Equipo Local | Resultado | Equipo Visitante |
| ------------ | --------- | ---------------- |
| LDU(Q)       | 1-2       | D.Cuenca         |
| El Nacional  | 1-2       | Olmedo           |
| Barcelona    | 2-1       | Aucas            |

| Fecha 6      | Fecha 6   | Fecha 6          |
| Equipo Local | Resultado | Equipo Visitante |
| ------------ | --------- | ---------------- |
| Aucas        | 2-2       | Barcelona        |
| Olmedo       | 2-1       | El Nacional      |
| D. Cuenca    | 1-1       | LDU(Q)           |

| Fecha 7      | Fecha 7   | Fecha 7          |
| Equipo Local | Resultado | Equipo Visitante |
| ------------ | --------- | ---------------- |
| Barcelona    | 2-1       | D. Cuenca        |
| El Nacional  | 2-2       | Aucas            |
| LDU(Q)       | 2-0       | Olmedo           |

| Fecha 8      | Fecha 8   | Fecha 8          |
| Equipo Local | Resultado | Equipo Visitante |
| ------------ | --------- | ---------------- |
| Olmedo       | 1-0       | Barcelona        |
| Aucas        | 2-3       | D. Cuenca (C)    |
| El Nacional  | 1-0       | LDU(Q)           |

| Fecha 9      | Fecha 9   | Fecha 9          |
| Equipo Local | Resultado | Equipo Visitante |
| ------------ | --------- | ---------------- |
| Barcelona    | 2-3       | El Nacional      |
| Aucas        | 0-2       | LDU(Q)           |
| D. Cuenca    | 1-3       | Olmedo           |

| Fecha 10     | Fecha 10  | Fecha 10         |
| Equipo Local | Resultado | Equipo Visitante |
| ------------ | --------- | ---------------- |
| El Nacional  | 3-1       | D. Cuenca        |
| Olmedo       | 2-1       | Aucas            |
| LDU(Q)       | 1-0       | Barcelona        |

### Tabla de posiciones
| Pos | Equipo           | Pts | PJ | PG | PE | PP | GF | GC | Dif | PB  |
| --- | ---------------- | --- | -- | -- | -- | -- | -- | -- | --- | --- |
| 1º  | Deportivo Cuenca | 19  | 10 | 6  | 1  | 3  | 16 | 13 | +3  | 0,5 |
| 2º  | Olmedo           | 18  | 10 | 6  | 0  | 4  | 16 | 14 | +2  | 1   |
| 3º  | Liga de Quito    | 18  | 10 | 5  | 2  | 3  | 13 | 9  | +4  | 1   |
| 4º  | El Nacional      | 15  | 10 | 4  | 3  | 3  | 17 | 16 | +1  | 0,5 |
| 5º  | Barcelona        | 13  | 10 | 3  | 2  | 5  | 14 | 16 | -2  | 2   |
| 6º  | Aucas            | 7   | 10 | 1  | 2  | 7  | 11 | 19 | -8  | 2   |

 Pts=Puntos; PJ=Partidos jugados; G=Partidos ganados; E=Partidos empatados; P=Partidos perdidos; GF=Goles a favor; GC=Goles en contra; Dif=Diferencia de gol; PB=Puntos de Bonificación
|  | Campeón, clasificó a la Copa Libertadores 2005.           |
|  | Subcampeón, clasificó a la Copa Libertadores 2005.        |
|  | Clasificó a la Primera Fase de la Copa Libertadores 2005. |

|                                      |
|                                      |
| Campeón Deportivo Cuenca 1.er título |

## Goleadores
| Jugador                  | Equipo          | Goles |
| ------------------------ | --------------- | ----- |
| Ebelio Ordóñez           | El Nacional     | 28    |
| Fernando Rodríguez       | Olmedo          | 23    |
| Cristian Carnero         | Deportivo Quito | 21    |
| Gustavo Figueroa         | Aucas           | 19    |
| Hamilton Ricard          | Emelec          | 17    |
| Gabriel Héctor Fernández | Olmedo          | 16    |